# Lerista elongata
Lerista elongata — вид сцинкоподібних ящірок родини сцинкових (Scincidae). Ендемік Австралії.

## Поширення і екологія
Lerista elongata широко поширені в посушливих внутрішніх районах Південної Австралії. Вони живуть на піщаних ділянках в кам'янистих пустелях, слабо порослих рослинністю.